# Ассоциация кинокритиков Торонто
Ассоциация кинокритиков Торонто (англ. Toronto Film Critics Association) ― организация кинокритиков, базирующихся в Торонто. С 1999 года TFCA является членом Международной федерации кинопрессы.

## История
Ассоциация кинокритиков Торонто является официальной организацией вещателей и журналистов из Торонто, которые критикуют фильмы и комментируют их. Участники представляют все основные печатные и электронные издания в городе. Они были членами жюри фестивалей по всему миру, от Канн до Берлина, от Венеции до Торонто.
Ассоциация начала вручать награды в 1998 году, а их знаменитый ужин превратился в крупное ежегодное событие в канадском кинокалендаре, сопровождающееся значительными денежными призами в размере 100 000 долларов, спонсируемым Роджерсом. Денежные призы присуждаются режиссёру лучшего канадского фильма.
Членами-основателями ассоциации, теми, кто присутствовал на первом собрании в августе 1997 года в зале заседаний Национального совета по кино Канады были: Кэмерон Бейли, Норм Уилнер, Лиам Лейси, Питер Хауэлл, Брайан Д. Джонсон, Энджи Болдаррасс, Марк Глассман, Джемма Файлс и Уиндем Уайз. 

## Категории
- Лучший фильм
- Лучший актёр
- Лучшая актриса
- Лучший анимационный фильм
- Лучший режиссёр
- Лучший документальный фильм
- Лучший фильм на иностранном языке
- Лучший сценарий
- Лучший актёр второго плана
- Лучшая актриса второго плана
- Награда Роджерса за лучший канадский фильм
- Премия Джея Скотта за новые канадские таланты